# Jayakanthan

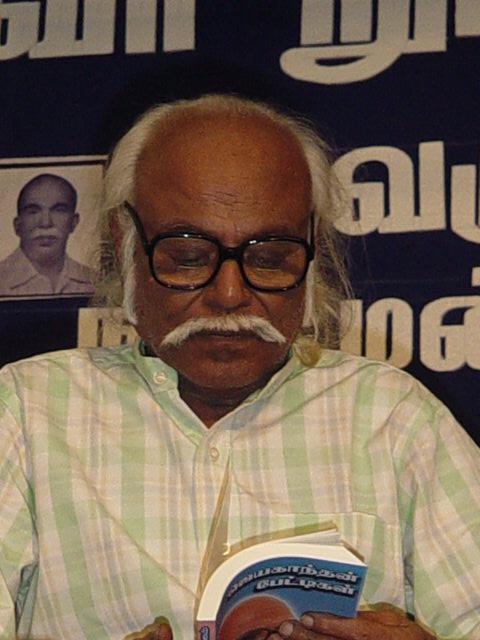
Jayakanthan (2012)

Jayakanthan (Tamil ஜெயகாந்தன் Jeyakāntaṉ [ˈdʒejəˌkaːn̪d̪ən]), bürgerlich D. Jayakanthan (Dandapani Jayakanthan; * 2. Mai 1934 in Cuddalore; † 8. April 2015 in Chennai), war ein tamilischer indischer Schriftsteller, Journalist, Redner, Kritiker und Aktivist.

## Leben
Jayakanthan wuchs bei seiner alleinerziehenden Mutter in einer kleinen Provinzstadt auf. Inspiriert von seinem Onkel und Subramaniya Bharati, interessierte er sich schon sehr früh für Politik. Er beendete nach der fünften Klasse die Schule, um nicht von seinen politischen Aktivitäten abgelenkt zu werden. 1946 ging er nach Madras, wo er sich der Kommunistischen Partei Indiens anschloss; während dieser Zeit fing er an, über die Slumbewohner um das Parteibüro zu schreiben. Diese Schriften wurden erstmals in der Parteizeitung veröffentlicht; er wurde ein innerhalb der Partei sehr angesehener Schriftsteller. 1953 schrieb er seine erste Kurzgeschichte, die in einem bekannten tamilischen Magazin veröffentlicht wurde. Ab diesem Zeitpunkt schrieb er für sehr bekannte tamilische Magazine, wie z. B. Amadam Vikatan, Kumudam etc. Ab 1960 war er auch für die tamilische Filmindustrie tätig und schrieb Liedtexte und Drehbücher. Zu den bekanntesten filmischen Umsetzungen seiner literarischen Werke gehören A. Bhimsinghs Filme Sila Nerangalil Sila Manithargal (1976) und Oru Nadigai Nadagam Parkiral (1978). 2008 produzierte Ravi Subramanian einen Dokumentarfilm über Jayakanthan, sechs Jahre später erkrankte er und wurde in ein Krankenhaus in Chennai verlegt. Dort erlag er seiner Krankheit.

## Auszeichnungen
Jayakanthan erhielt folgende Auszeichnungen:
- 1972: Sahitya Akademi Award
- 1978: Sowjet-Land-Nehru-Preis
- 2002: Jnanpith Award
- 2009: Padma Bhushan
- 2011: Orden der Freundschaft

## Werke

### Romane
- Vazhkkai Azhaikkiradhu. 1957
- Kaivilanggu. 1961
- Yarukkaka Azhuthan. 1962
- Birammopadhesam. 1963
- Piralayam. 1965
- Karunaiyinal Alla. 1965
- Rishimoolam. 1965
- Yosikkum Velayil
- Parisukkup Po!. 1966
- Kokila Enna Seythu Vittal. 1967
- Sila Nerangkalil Sila Manitharkal. 1970
- Oru Nadikai Nadakam Parkkiral. 1971
- Cinemavukkup Pona Siththal. 1972
- Oru Manidhan Oru Vidu Oru Ulakam. 1973
- Jaya Jaya Sankara. 1977
- Ganggai Engge Pogiral. 1978
- Oru Kudumpaththil N^Adakkirathu. 1979
- Pavam, Ival Oru Pappaththi!. 1979
- Enggenggu Kaninum. 1979
- Oorukku Nooruper. 1979
- Karikkodukal. 1979
- Munggil Kattu Nila. 1979
- Oru Manidhanum Sila Erumaimadukalum. 1979
- Ovvoru Kuraikkum Kizhe. 1980
- Pattimarkalum Peththimarkalum. 1980
- Appuvukku Appa Sonna Kadhaikal. 1980
- Kaththirukka Oruththi. 1980
- Karu. 1981
- Aydha Pusai. 1982
- Sunthara Kandam. 1982
- Isvara Alla There Nam. 1983
- O, Amerikka!. 1983
- Illadhavarkal. 1983
- Idhaya Ranikalum Ispedu Rajakkalum. 1983
- Karru Veliyinile. 1984
- Kazhuththil Vizhuntha Malai. 1984
- Andha Akkavaiththedi. 1985
- Innum Oru Pennin Kadhai. 1986

### Sachbücher
- Oru Ilakkiyavaathiyin Arasiyal Anubhavangal
- Oru Ilakkiyavaathiyin Kalaiyulaga Anubhavangal

### Kurzgeschichten
- Oru Pidi Soru September 1958
- Inippum Karippum August 1960
- Dhevan VaruvaarA 1961
- Maalai Mayakkam Januar 1962
- Yugasandhi Oktober 1963
- Unmai Sudum September 1964
- Pudhiya Vaarppukal April 1965
- Suyadharisanam April 1967
- Irandha Kaalangal Februar 1969
- Gurupeedam Oktober 1971
- Chakkaram Nirpathillai Februar 1975
- Pugai Naduvinile Dezember 1990
- Sumaithaangi
- Kansimittum Vinmeengal
- Naan Irukkiren, 23. Juli 2000
- Illathathu Ethu, den 20. August 200
- Poo Uthirum, 27. August 2000
- Thuravu, 24. September 2000
- Pommai, 8. Oktober 2000
- Irandu Kuzhanthaigal, 3. Dezember 2000
- Yanthiram, 4. März 2001
- Kuraip Piravi, 7. April 2001
- Sattai

### Aufsätze
- Bharathi Paadam
- Imayaththukku Appaal

### Filme
- 1960: Padhai Theriyudu Paar (Liedtext)
- 1966: Yarukaka Azhudan (Drehbuch und Regie)
- 1969: Kaval Daivam (Geschichte)
- 1976: Sila Nerangalil Sila Manithargal (Geschichte, Dialoge und Liedtexte)
- 1978: Oru Nadigai Nadagam Parkiral (Geschichte und Liedtexte)
- 2001: Ooruku Nooruper (Geschichte)